# Johann von Bechel
Johann von Bechel, auch Johann Bechel von Siersburg (* um 1440 in Cochem; † 26. Januar 1522 in Mittelstrimmig) war ein katholischer Geistlicher, Kanonist und kurtrierischer Rentmeister.

## Leben
Johann von Bechel war bis zum Jahr 1476 kurtrierischer Rentmeister und Kellner im Amt Cochem, auch sein Vater hatte das Amt eines Kellners in der Stadt bereits ausgeübt. Am 25. Juli 1477 beurkundete der Trierer Erzbischof und Kurfürst Johann II. von Baden, dass der kurtrierische Rentmeister und Kellner des Amtes Cochem und Pastor zu „Stremich“ (Strimmig) darauf hingewiesen wurde, dass er mit 124 Gulden, 15 Albus und 2 Heller im Recess (Rückstand) sei. Im folgenden Jahr quittierte der Trierer Erzbischof am 4. Juni 1480 Johann von Bechel die Final- und Generalabrechnungsablage der Rentmeister- und Kellnerei Cochem. Im Zeitraum von 1479 bis 1483 war er Kanoniker im Stift St. Castor in Karden. Nachdem er als Pfarrer nach Mittelstrimmig zugekehrt war und dort im Jahre 1522 verstorben war, hinterließ Bechel, der auch Dekan des Landkapitels Zell war, zahlreiche Güter.

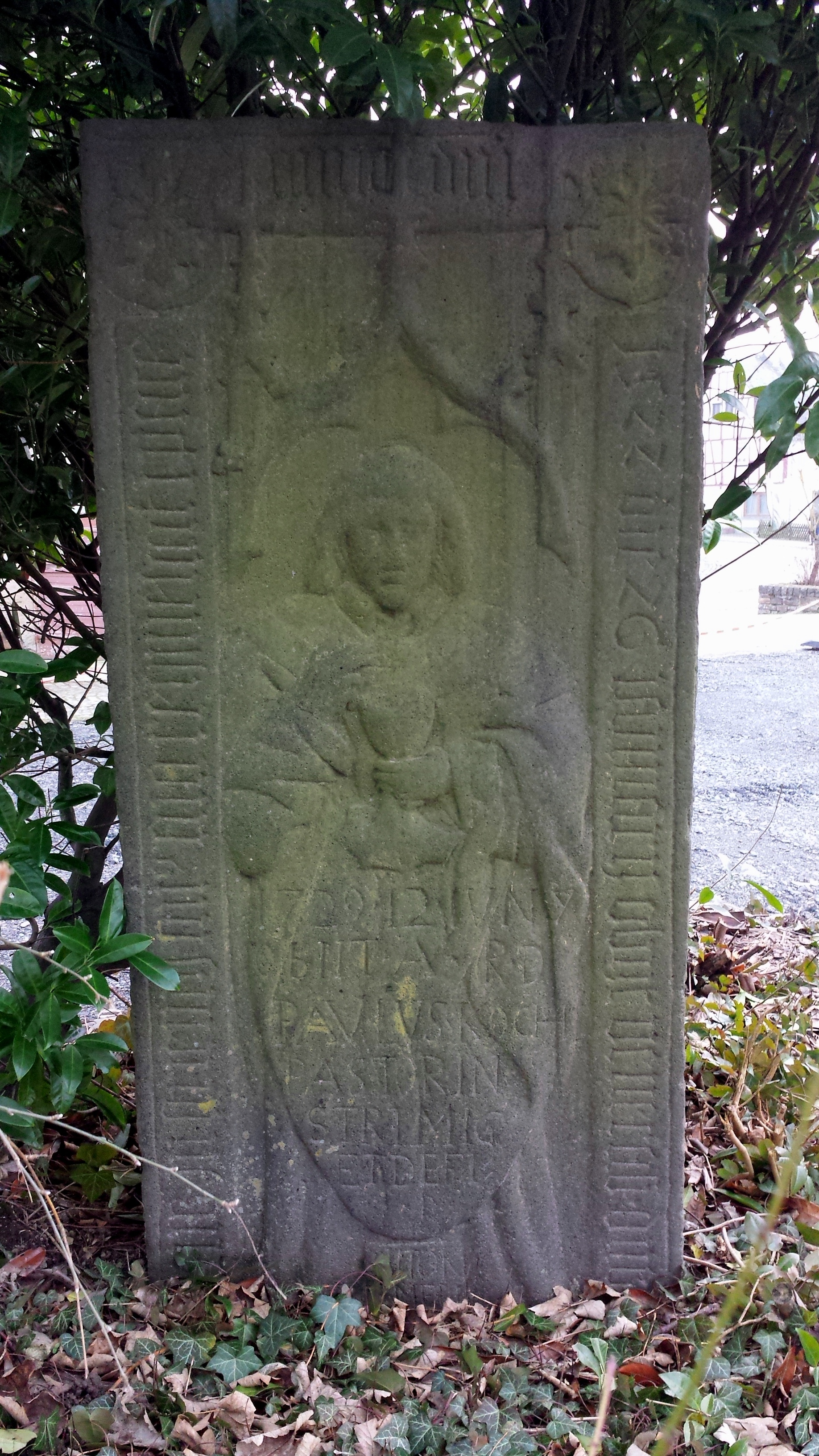
Grabplatte Johann von Bechel

 Der Pfarrei “zu Stremig” schenkte er ein Pfarrhaus nebst Wittum (ein ehemaliger Fronhof) mit der Freiheit „in einem Zimmer des Hauses eine öffentliche Schenke zu führen und Tauben zu halten“, was zu dieser Zeit als ein Privileg freier Bürger galt. Als Folge der Schenkung erhielt die Familie Bechel das Kollationsrecht in Strimmig, d. h., das Recht den Pfarrer zu stellen oder dessen Bestellung vorzunehmen.
Der heute noch erhaltene spätgotische Grabstein in Mittelstrimmig vor der Pfarrkirche St. Philippus & Jakobus ist wie folgt beschrieben: Unter einem dreispitzigen kielbogigen Baldachin ist ein Priester im Messgewand mit Kelch in der linken Hand, während die rechte Hand auf den Kelchrand deutet. An den beiden oberen Ecken der Grabplatte zwei gleiche Wappen der Bechel von Siersburg: Schild belegt mit Glevenrad. Umschrift: Anno d(o)m(in)i 1522 die 26 januarii obiit venerabilis d(omi)n(u)s Joh(anne)s Bechel pastor et decanus in Striemig, cui(us) a(n)i(m)a requiescat i(n) pace („Im Jahr des Herrn 1522 am 26. Januar starb der ehrwürdige Herr Johannes Bechel, Pastor und Dekan in Striemig; seine Seele ruhe in Frieden“). Im 18. Jahrhundert wurde die Grabplatte ein zweites Mal für den am 12. Juni 1729 verstorbenen Pfarrer Paul Koch verwendet, dessen Grabinschrift auf dem unteren Teil des Messgewandes angebracht ist. Die katholische Familie Bechel spielte in Koblenz im 15. Jahrhundert wie auch in späteren Jahren im Hunsrück noch eine bedeutende Rolle.

## Familie Bechel
Johann von Bechel hatte einen in Koblenz lebenden Bruder namens Peter Bechel (Becheln) der 1444 geboren wurde. Die Familie Bechel (auch Becheln) stellte im Zeitraum von 1400 bis 1500 in Koblenz Bürgermeister, Schöffen und Ratsherren. Insbesondere Johann Heinrich, Simon, Ambrosius, Peter und Friedrich (* 1482). Sie besaßen Pfründe und hatten Ämter in den Stiften St. Kastor und St. Florin in Koblenz. Die Bechelstraße in Koblenz-Rauental ist seit 1921 nach der Familie Bechel benannt.